# Abdel Hamid El-Hamaky
Mohi El-Din Abdel Hamid El-Hamaky arab. محيي الدين عبد الحميد الحماقي, (ur. 17 stycznia 1929 w Kairze, zm. 9 września 2017 w Heluan) – egipski pięściarz, uczestnik Igrzysk Olimpijskich w 1952 w Helsinkach. Na igrzyskach wziął udział w turnieju w wadze lekkiej, w pierwszej walce przegrał 0:3 z reprezentantem Rumunii Gheorghe Fiatem.